# Марийский целлюлозно-бумажный комбинат
Марийский целлюлозно-бумажный комбинат (Марбумкомбинат) — предприятие целлюлозно-бумажного комплекса России, расположенное в городе Волжск, Марий Эл, Приволжский федеральный округ.

## История

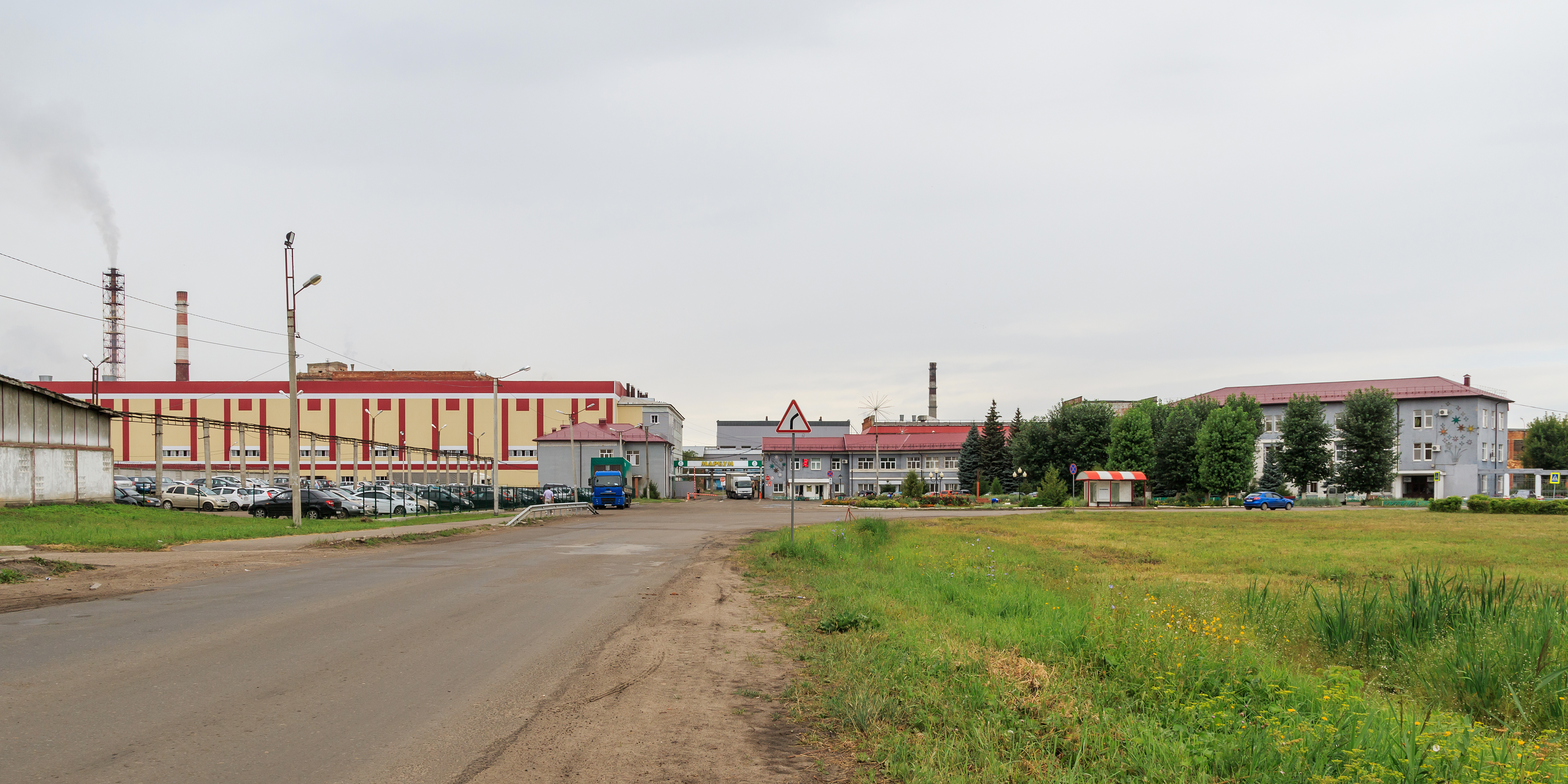
Вид с улицы

Предприятие построено в 1938 году. Первоначальная мощность комбината — 52 тыс. тонн целлюлозы. В военные годы (1941—1945) комбинат производил продукцию для нужд обороны страны. В конце 1980-х годов после ряда реконструкций и строительства новых цехов мощность комбината возросла до 116 тыс. тонн целлюлозы.
9 марта 1993 год администрацией города Волжска зарегистрировано акционерное общество открытого типа (АООТ) «Марийский целлюлозно-бумажный комбинат». 31 августа 1999 года АООТ «МЦБК» преобразовано в закрытое акционерное общество «Народное предприятие „Марийский целлюлозно-бумажный комбинат“» (ЗАОр «НП „МЦБК“»). 3 августа 2001 года ЗАОр «НП „МЦБК“» преобразовано в открытое акционерное общество «Марийский целлюлозно-бумажный комбинат» (ОАО «МЦБК»).

## Производство
Марийский целлюлозно-бумажный комбинат входит в группу российских предприятий, выпускающих технические виды бумаг объёмом производства от 20 до 100 тыс. тонн в год. Комбинат имеет полный цикл переработки древесного сырья. В производственный комплекс входит: лесная биржа, целлюлозное производство, три основных цеха по выпуску бумаги и картона, цех древесноволокнистых плит, теплоэлектроцентраль.

## Теплоэлектроцентраль Марийского целлюлозно-бумажного комбината
Теплоэлектроцентраль (ТЭЦ) комбината является цехом предприятия, но также обеспечивает электрической и тепловой энергией жилищно-коммунальный сектор города Волжска. Введена в эксплуатацию в 1938 году в составе первой очереди комбината. 21 декабря 1937 года был совершён пробный пуск первого котла производительностью 35 тонн пара и турбоагрегата мощностью 6 МВт. 19 января 1938 года началась эксплуатация электростанции. В 1946 1959 годах происходит реконструкция ТЭЦ. Котлы переведены на сжигание смеси угля со щепой. В 1949 году был смонтирован четвёртый котел.
Согласно республиканской целевой программе «Развитие теплоэнергетического комплекса Республики Марий Эл на 2004—2010 годы» по состоянию на конец 2002 года в составе ТЭЦ находятся 6 турбогенераторов, 5 паровых котлов общей производительностью 185 т/час, 6 центральных тепловых пунктов, тепловые сети протяженностью 24 км и средним износом 35 процентов.
Установленная электрическая мощность станции на конец 2013 года составляет 48 МВт, что составляет 19,5 % от суммарной установленной мощности генерирующего оборудования республики.
На электростанции установлены два содорегенерационных котла (СРК-350 станционный № 1 и № 3), участвующие в технологическом процессе производства сульфатной целлюлозы: в котлах происходит регенерация щелочи из отработанных чёрных щелоков и используется теплота органических компонентов чёрного щелока.
Электростанция выработала в 2013 году 259,7 млн кВт·ч электрической энергии, что составляет 26,1 % от суммарной выработки электроэнергии электростанциями, входящими в энергосистему Республики Марий Эл. При этом собственное потребление ЦБК составило 166,7 млн кВт·ч.

## Экология
Предприятие является одним из крупнейших загрязнителей воздуха во многих населённых пунктах в округе. Едкий, зловонный дым при западном ветре доходит и до Татарстана. «Никакого жёлтого облака нет, откуда ему взяться, — говорит сотрудник комбината. — У нас стоят фильтры и новейшие очистные сооружения, запахов быть никаких не может, и мы их не чувствуем». Специфичный запах с Марбума — это многолетняя проблема, констатирует заведующая лабораторией оптимизации водных экосистем Института территориального развития КФУ Нафиса Мингазова. По её мнению, на проблему должны обратить внимание министерства экологии обеих республик — Марий Эл и Татарстана. За примерами, когда промышленные предприятия вырабатывают неприятные запахи, далеко ходить не надо, говорит эксперт и приводит в пример казанские «Нэфис Косметикс» и молочные комбинаты. Кроме того, вредные выбросы напрямую влияют на состояние здоровья местных жителей и приводят к развитию болезней нервных и дыхательных систем, предупреждает Мингазова.

## Известные сотрудники
- Аношкин Максим Григорьевич (1914—2002) — сеточник, старший машинист, мастер (1937―1942, 1945―1974). Заслуженный рационализатор РСФСР (1969).
- Зайцев Михаил Аркадьевич (род. 1954) — машинист, накатчик, сушильщик, слесарь (1972—1997).  Депутат Верховного Совета СССР 10-го созыва (1979—1984).
- Комина Екатерина Сергеевна (1919—2011) — разнорабочая, начальник бумажной фабрики (с 1939). Заслуженный рационализатор РСФСР (1970).
- Лаврентьев Александр Павлович (1926—2014) —  сушильщик, машинист, мастер, старший машинист, машинист бумагоделательной машины (1942—1989). Кавалер ордена Ленина (1971).